# Asnan
Asnan és un municipi francès, situat al departament del Nièvre i a la regió de Borgonya - Franc Comtat. L'any 2007 tenia 138 habitants.

## Demografia

### Població
El 2007 la població de fet d'Asnan era de 138 persones. Hi havia 73 famílies, de les quals 26 eren unipersonals (17 homes vivint sols i 9 dones vivint soles), 21 parelles sense fills, 13 parelles amb fills i 13 famílies monoparentals amb fills.
La població ha evolucionat segons el següent gràfic:
Habitants censats

### Habitatges
El 2007 hi havia 139 habitatges, 71 eren l'habitatge principal de la família, 61 eren segones residències i 7 estaven desocupats. 138 eren cases i 1 era un apartament. Dels 71 habitatges principals, 62 estaven ocupats pels seus propietaris, 5 estaven llogats i ocupats pels llogaters i 4 estaven cedits a títol gratuït; 1 tenia dues cambres, 14 en tenien tres, 15 en tenien quatre i 42 en tenien cinc o més. 48 habitatges disposaven pel capbaix d'una plaça de pàrquing. A 32 habitatges hi havia un automòbil i a 28 n'hi havia dos o més.

### Piràmide de població
La piràmide de població per edats i sexe el 2009 era:
| Homes | Edats   | Dones |
| ----- | ------- | ----- |
| 0     | 95 o +  | 0     |
| 0     | 90 a 94 | 0     |
| 0     | 85 a 89 | 8     |
| 0     | 80 a 84 | 0     |
| 0     | 75 a 79 | 4     |
| 4     | 70 a 74 | 20    |
| 12    | 65 a 69 | 0     |
| 16    | 60 a 64 | 12    |
| 0     | 55 a 59 | 4     |
| 12    | 50 a 54 | 0     |
| 8     | 45 a 49 | 4     |
| 4     | 40 a 44 | 12    |
| 0     | 35 a 39 | 4     |
| 0     | 30 a 34 | 0     |
| 0     | 25 a 29 | 0     |
| 0     | 20 a 24 | 4     |
| 4     | 15 a 19 | 0     |
| 4     | 10 a 14 | 12    |
| 0     | 5 a 9   | 4     |
| 0     | 0 a 4   | 0     |

## Economia
El 2007 la població en edat de treballar era de 79 persones, 53 eren actives i 26 eren inactives. De les 53 persones actives 42 estaven ocupades (22 homes i 20 dones) i 9 estaven aturades (5 homes i 4 dones). De les 26 persones inactives 14 estaven jubilades, 3 estaven estudiant i 9 estaven classificades com a «altres inactius».

### Ingressos
El 2009 a Asnan hi havia 74 unitats fiscals que integraven 141 persones, la mediana anual d'ingressos fiscals per persona era de 14.907 €.

### Activitats econòmiques
Dels 6 establiments que hi havia el 2007, 1 era d'una empresa de construcció, 2 d'empreses immobiliàries, 1 d'una empresa de serveis, 1 d'una entitat de l'administració pública i 1 d'una empresa classificada com a «altres activitats de serveis».
L'únic servei als particulars que hi havia el 2009 era un paleta.
L'any 2000 a Asnan hi havia 6 explotacions agrícoles.

## Poblacions més properes
El següent diagrama mostra les poblacions més properes.